# Соколов, Алексей Иванович (чекист)
Алексей Иванович Соколов (1906 — 16 августа 1973)  — сотрудник спецслужб.

## Биография
Родился в 1906 году в Воронежской губернии (место точно не указано). Предполагается, что рано потерял родителей (какому сословию принадлежали родители данных нет). По словам биографов, в 1919 году Соколов был беспризорником и его  взяли кашеваром в 40-ю Богучарскую дивизию РККА,  позднее стал  коногоном (конным разведчиком). Участвовал в боевых действиях против деникинцев. Был первый раз ранен и переболел тифом[каким?]. Начиная с  1921 года, участвовал в боевых действиях против антисоветских повстанцев в Средней Азии ("басмачей") в составе Национального отряд ЧОН в Бухаре, служил  в конной разведке, позднее пулеметчиком тачанки. Воевал во 2-м Кавалерийском полку 2-й Конной армии в должности помощника командира взвода.

### Работа в ВЧК-ОГПУ-НКВД
В 1928 году поступил на работу в органы ВЧК, позднее ОГПУ и НКВД. Некоторые биографы относят время начала работы Соколова в ВЧК к 1926 году.
Соколов внедрялся в анти-колхозное подполье то одного района, то другого обширной Центрально-Чернозёмной области. По одним сведениям эти годы Соколов имел "легенду" поручика Богушевского.  По другим в июне 1930-го Соколов внедрился и ликвидировал группу Лобова, через три месяца, в сентябре того же года — группу Уразова, а в феврале следующего года — группу Скобелева, в мае 1931 — группу Чешенко, во время операций он последовательно сменил легенды бежавшего из лагеря сына кулака, страхового агента и уголовника по кличке Лёнька Каин. В схватках с повстанцами его трижды ранили. Ещё дважды его основательно избили колхозники, приняв за провокатора, но при этом он себя не расшифровал.
Детали известны о групповом деле Никиты Митрофановича Чешенко. Он,  член ВКП (б), демобилизованный бывший начальник пограничной заставы в 1931 году работал помощником заведующего магазином в г. Сталин. Его «организация» была разгромлена летом 1931 года.  Якобы, он в  Чернянском и Новооскольском районах пытался создать единую организацию из скрывавшихся в лесах мелких повстанческих групп. Были арестованы 23 активиста «организации». От Чешенко  получили показания в том, что он собирался захватить Новый Оскол и освободить арестованных «кулаков» (в 1989 году Н.М. Чешенко реабилитировали).
Его наградили полным комплектом обмундирования, маузером с монограммой «За успешную борьбу с контрреволюцией – от Коллегии ОГПУ. Зам. пред. ОГПУ С. Мессинг». За успешное выполнение заданий был представлен к ордену Красного Знамени. 10 апреля 1932 Постановлением ЦИК СССР штатный практикант Особого отдела полпредства ОГПУ по Центрально-Чернозёмной области А. И. Соколов награждён первым орденом Красного знамени. Награда вручена 27 ноября 1932 года.

### Работа в Управлении НКВДДальневосточного края
В марте 1932 года откомандирован в Хабаровск на Дальний Восток. Детали биографии восходят к самому Соколову и, по его словам, ему приходилось работать за рубежом, в Маньчжурии, а он осуществил крупный диверсионный акт на железнодорожном мосту через реку (точная "география" и подробности данной акции не сообщались). Якобы был представлен именно за это ко второму ордену Красного Знамени, но документы осели в Хабаровске и до Москвы не дошли.
27 июня 1936 года присвоено звание младшего лейтенанта государственной безопасности. Занимал должность помощника оперуполномоченного 2 отдела ПП ОГПУ по ДВК.

### Арест и следствие
16 сентября 1938 года уволен из НКВД по статье 38 пункт «б» (что означало причина увольнения — "арест судебными органами"). По другим сведениям арестован летом 1938 года. По сведениям восходящим к самому Соколову причина ареста была в его письме Сталину, разоблачающим польского шпиона в НКВД в  Москве, а затем на Дальнем Востоке. Комментатор биографии Соколова считает, что этим "шпионом-начальником" Соколова был Михаил Сергеевич Ямницкий. Соколов считал,  что Ямницкий "связан с польской разведкой и организатор повстанческой банды Чешенко". Как было сказано выше, Чешенко сейчас реабилитирован, а Ямницкий нет — их дела никак связаны.  Компрометирующие письма и анонимные доносы в ОГПУ по Дальнему Востоку были весьма распространены. 11 июля 1932 года секретарь Далькрайкома ВКП(б) Бергавинов и председатель Дальконтроля Копьев получили письмо, подписанное «очевидец-чекист»:
Мне приходилось долго работать в аппарате ВЧК-ОГПУ центральных губерний, но я никогда не видел такого разложения этого аппарата, как это имеет место в ПП ОГПУ ДВК...
Прискорбнее всего то, что головка этого аппарата разложилась, отсюда разложение просочилось и просачивается до «низов», и некому бороться...
Дерибас — отъявленный пьяница, циник и развратник, инициатор и вдохновитель всяких банкетов (чаще у себя). Занимает целый особняк.... и т. д.
Как сообщают биографы Соколова, его арестовали и допрашивали сотрудники Ямницкого, то есть Особого отдела. Около 3 лет Соколов провёл в застенках НКВД. От побоев «горлом шла кровь», поломали ребра. После ареста М. С. Ямницкого Соколова обвиняли в пособничестве тоже арестованному непосредственному начальнику, по-видимому, Т. Д. Дерибасу. Вплоть до начала Великой Отечественной войны Соколов находился во Владивостокской тюрьме. В сентябре 1941 года дело прекращено, и Соколов освобождён.

А. И. Соколов подал рапорт с просьбой отправить на фронт. В этом рапорте были такие слова: 
Семьи, родных никого нет. Семья моя была — орган ОГПУ-НКВД, родила — Советская власть....
 Но его оставили в Хабаровске.

### "Лжебандеровец" в Тернопольской области
Свою первую боевую операцию по разгрому групп пособников фашистов он провел в Тернополе через несколько дней после освобождения города. Поскольку войсковые силы НКВД в первое время фактически отсутствовали, то он осуществлял оперативное руководство подразделением в 100 партизан Героя Советского Союза генерал-майора А. Н. Сабурова. Потом Соколов сформировал полуроту из добровольно сдавшихся либо плененных бандеровцев.

### "Лжебоевик" в Литве
Перед отъездом из Литвы получил Почетную грамоту Верховного Совета Лит. ССР и орден Отечественной войны I степени

### Милиционер на Алтае
20 июня 1950 года Алексей Соколов переведён на Алтай. По одним данным назначен на должность старшего оперуполномоченного 2 отделения УМГБ Горно-Алтайской автономной области Алтайского края, по другим — оперуполномоченным управления МВД там же. В 1955 году признан инвалидом в результате последствий ранения в голову. Тогда же в связи с болезнью, А. И. Соколов был уволен в отставку в звании подполковника государственной безопасности, по другим данным в звании подполковника милиции

## Семья
- Жена — Иванна

### Рекомендуемые источники
- Григорьев К. И. (генерал-майор МВД). Падение Улунги // Советская милиция, 1966
- «Падение Улунги» Хабаровск, 60-е гг.; Москва
- Воронежские чекисты рассказывают.  / под общ. ред. Н.Г. Минаева; сост. А. Васильев. – Воронеж: Центрально-Чернозёмное книжное издательство, 1976. - 317 с.
- Демченко А. М. За незримой чертой.  Алтайское книжное издательство, 1979 (роман)
- Ивашкин Алексей // «Звезда Алтая»  2007 (3 номера к 100-летию Соколова).
- Пыхалов Игорь, Дюков Александр. Великая оболганная война-2. Нам не за что каяться! // М.: Яуза 2008

## Комментарии
1. ↑  Это утверждение требует проверки и уточнения, так как 2-я Конная армия была расформирована в 1920 году.
2. ↑  Уразов и его помощник Андреев действовали в селе Оськино (ныне Хохольского района Воронежской области). По воспоминаниям очевидцев Соколов появился в селе как "страховой агент". Но в группу Уразова не внедрялся. .